# رودولف بيلين
رودولف بيلين ، من مواليد 4 نوفمبر 1942 ، لاعب كرة قدم يوغسلافي سابق.
لعب مع منتخب يوغسلافيا لكرة القدم.

## وصلات خارجية
- رودولف بيلين على موقع قاعدة بيانات كرة القدم.إي يو (الإنجليزية)
- رودولف بيلين على موقع ناشيونال فوتبول تيمز (الإنجليزية)
- رودولف بيلين على موقع اللجنة الأولمبية الدولية (الإنجليزية)
- رودولف بيلين على موقع أوليمبيديا (الإنجليزية)